# Erin Brockovich (film)
Erin Brockovich je americké filmové drama z roku 2000 režiséra Stevena Soderbergha s Julií Robertsovou a Albertem Finneyem v hlavní roli. Film získal celkem pět nominací na Oscara, jedinou výhru však získala pouze hlavní představitelka Julia Robertsová.

## Děj
Film byl natočen na motivy reálného příběhu asistentky právní kanceláře a ekologické aktivistky Erin Brockovich který se odehrál v roce 1993. Dvakrát rozvedená matka tří malých dětí, zcela bez peněz, bez vzdělání a bez předchozí pracovní praxe se vnutí do zaměstnání v advokátní kanceláři svého bývalého právníka. Právník ji kdysi zastupoval v neúspěšné soudní při po autonehodě. Díky náhodě a své vlastní pracovitosti se z bezvýznamné sekretářky vypracuje v nepostradatelnou a výborně placenou právní asistentku. (Nemalý díl na tom má výjimečná ráznost, osobní přímočarost a osobní šarm.) Během zkoumání písemných podkladů, k na první pohled zcela banální kauze, náhodou objeví velký ekologický případ znečišťování životního prostředí. Podzemní vody zamořila šestimocným chrómem velká a bohatá kalifornské elektrárenské a plynárenská společnost (Pacific Gas and Electric Company – PG&E). Vlivem znečištění trpí stovky lidí v místním městečku velmi vážnými zdravotními poruchami a onemocněními. Erin svojí aktivitou a pracovním nasazením pomůže vyhrát soudní spor s energetickou společnosti, která musí více než 600 žalujícím lidem vyplatit odškodnění ve celkové výši 333 miliónů dolarů.

## Hrají
- Julia Roberts (Erin Brockovich)
- Albert Finney (Edward L. Masry)
- Aaron Eckhart (George)
- Cherry Jones (Pamela Duncan)
- Conchata Ferrell (Brenda)
- Gemmenne de la Peña
- Marg Helgenberger (Donna Jensen)
- Scarlett Pomers
- Jamie Harrold
- Tracey Walter (Charles Embry)
- Wade Williams
- Peter Coyote
- T.J. Thyne
- Erin Brockovich (Julia, servírka v baru)

## Zajímavosti
- Skutečná Erin Brockovich si zahrála ve filmu malou epizodní postavu servírky (na jmenovce má jméno JULIA), ve stejné scéně vystupuje jako host restaurace i skutečný advokát E.L. Masry. E. Brockovich prý prodala filmová práva svého vlastního příběhu za 100 000 dolarů.
- Soudce LeRoy A. Simmons, který jako první soudně posuzoval celý případ, si ve filmu také zahrál sám sebe.[1]
- Natáčení filmu se jako divák také občas zúčastnila i nezletilá neteř Julie Robertsové Emma Roberts.